# 山梨県立吉田商業高等学校
山梨県立吉田商業高等学校（やまなしけんりつよしだしょうぎょうこうとうがっこう）とは山梨県富士吉田市に所在した公立の商業高等学校。
山梨県立北富士工業高等学校と統合されて山梨県立富士北稜高等学校となり、2006年（平成18年）3月をもって閉校となった。なお、跡地は新設開校した山梨県立ひばりが丘高等学校となっている。

## 設置学科
- 商業科
- 情報処理科

## 所在地
- 〒403-0005 山梨県富士吉田市上吉田3531（現・山梨県立ひばりが丘高等学校）

## 主な出身者
- 関口朋幸（元オリックス投手）